# Fuyuki Murakami
 (juillet 2025).
Si vous disposez d'ouvrages ou d'articles de référence ou si vous connaissez des sites web de qualité traitant du thème abordé ici, merci de compléter l'article en donnant les références utiles à sa vérifiabilité et en les liant à la section « Notes et références ».
Pour les articles homonymes, voir Murakami.
Fuyuki Murakami (村上 冬樹, Murakami Fuyuki), né le 23 décembre 1911 (ère Meiji 44) à Tokuyama (préfecture de Yamaguchi) et mort le 5 avril 2007 dans le quartier de Meguro de Tokyo, est un acteur japonais. 

## Biographie
Après avoir fréquenté l'ancien lycée de Fukuoka, Fuyuki Murakami est diplômé de la faculté d'économie de l'université impériale de Tokyo. Après avoir obtenu son diplôme universitaire, il commence sa carrière à la Shintsukiji Theatre Company. Après son service militaire, il signe un contrat avec Tōhō en 1950, et travaille principalement dans des films. En raison de son apparence intellectuelle, il joue de nombreux rôles d'érudit dans les films de Tōhō.
En 1968, il forme la compagnie de théâtre « Théâtre Romain » avec Yukio Mishima et Nobuo Nakamura. La même année, il joue le rôle d'Hitler dans la pièce de Mishima Mon ami Hitler. Après la dissolution de la troupe, il continue à s'impliquer dans le domaine du théâtre, formant et enseignant aux jeunes générations. Il joue des rôles secondaires dans des films et des séries télévisées pendant de nombreuses années. Sa dernière apparition est dans My Boss, My Hero (2006, NTV), dans lequel il est apparu six mois avant sa mort. Au cours de ses dernières années, il est également apparu dans une publicité pour FamilyMart.
Fuyuki Murakami meurt d'un cancer de l'estomac le 5 avril 2007 dans un hôpital du quartier de Meguro, à Tokyo.

## Filmographie partielle

### Au cinéma
- 1947 : Le Phénix de Keisuke Kinoshita : oncle Eizō
- 1952 : Une jeune fille de Shirō Toyoda
- 1952 : Vivre d'Akira Kurosawa
- 1953 : Le Profil de la ville de Hiroshi Shimizu
- 1954 : Godzilla d'Ishirō Honda : le professeur Tanabe
- 1965 : Invasion Planète X d'Ishirō Honda
- 1954 : The Invisible Avenger de Motoyoshi Oda : le grand-père de Marik
- 1955 : Nuages flottants de Mikio Naruse
- 1956 : Rodan d'Ishirō Honda
- 1957 : La Montagne bleue de Tadashi Imai
- 1957 : Prisonnière des Martiens d'Ishirō Honda : Dr Nobu Kawanami
- 1958 : Varan, le monstre géant d'Ishirō Honda : Dr Umashima
- 1959 : La Naissance du Japon de Hiroshi Inagaki
- 1959 : Le Sifflement de Kotan de Mikio Naruse
- 1959 : La Bataille interplanétaire d'Ishirō Honda : l'inspecteur Iriake
- 1960 : Courant du soir de Mikio Naruse
- 1960 : The Secret of the Telegian de Jun Fukuda : le scientifique Miura
- 1960 : The Human Vapor d'Ishirō Honda : le docteur Sano
- 1960 : Quand une femme monte l'escalier de Mikio Naruse
- 1964 : Le Parfum de l'encens de Keisuke Kinoshita
- 1967 : Le Jour le plus long du Japon de Kihachi Okamoto
- 1967 : Nuages épars de Mikio Naruse
- 1974 : The Street Fighter's Last Revenge de Shigehiro Ozawa
- 1977 : La Porte de la jeunesse : L'Indépendance de Kirio Urayama
- 1978 : Spider-Man de Kōichi Takemoto
- 1992 : Shiko funjatta de Masayuki Suo : Yasujiro Mine

### À la télévision

#### Dramas
- 2006 : My Boss, My Hero